# Pierre Bouquin

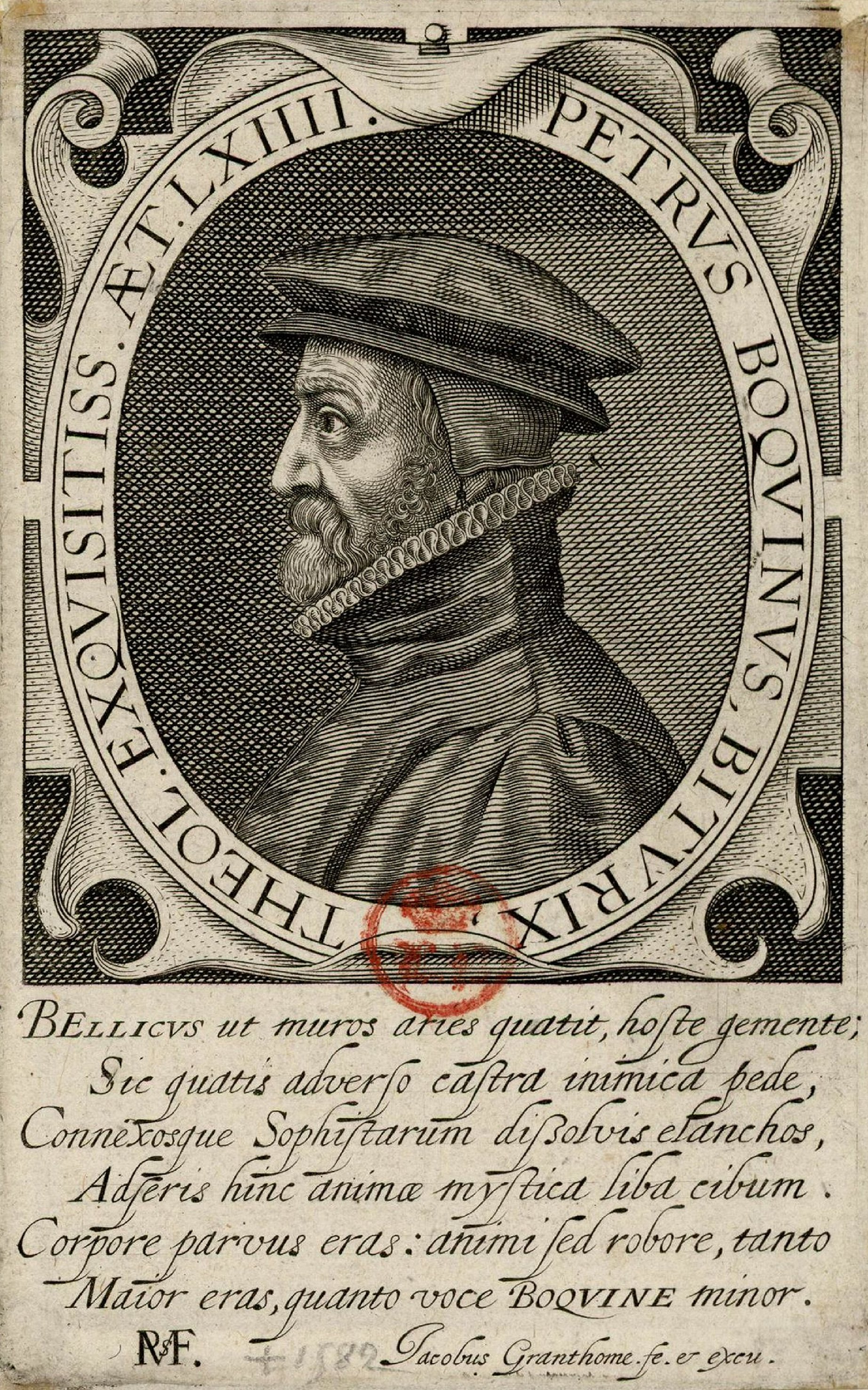
Porträt Pierre Bouquins von Jacques Granthomme d. J.

Pierre Bouquin (* Anfang des 16. Jahrhunderts in Westfrankreich; † 1582 in Lausanne) war ein französischer reformierter Theologe.

## Leben
Pierre Bouquin wurde wahrscheinlich zwischen 1510 und 1515 in Westfrankreich geboren. 1539 verlieh ihm die Universität Bourges nach dortigem Studium die theologische Doktorwürde. Er war kurz darauf zunächst Mönch, dann Prior des Karmeliterordens geworden, verließ diesen 1541 allerdings, weil er sich der Reformation zuwand, und floh über Basel und Leipzig nach Wittenberg; im September 1542 berief man ihn zur Universität Straßburg. Gegen Ende des Jahres jedoch zog er zurück nach Bourges, um an der dortigen Universität zu unterrichten.
Auch wurde Bouquin dort Domprediger, aber kurz darauf entzog man ihm dieses Amt wegen seiner evangelischen Gesinnung. Deswegen wurde er vor dem Erzbischof von Paris angeklagt, entging dem ganzen allerdings, als er im Jahr 1555 nach Straßburg fliehend zurückkehrte. Dort setzte man ihn 1555 für zwei Jahre als Prediger einer französischen Gemeinde ein.
Zum Professor der Theologie an der Universität Heidelberg berief man ihn 1558; bereits seit dem vorherigen Jahr hielt er sich in der Stadt auf. Dekan der theologischen Fakultät und Kirchenratsmitglied wurde er 1560; es ernannte ihn Kurfürst Friedrich III., gerade wegen Bouquins reformatorischer Gesinnung. Mit Caspar Olevian sowie Zacharias Ursinus veröffentlichte er den Heidelberger Katechismus. Im Juni 1560 nahm er an einer Disputation mit Lutherischen teil, bei der es um das Abendmahl ging; ebenfalls beteiligte er sich am Maulbronner Religionsgespräch im April 1564.
Als Friedrich III. am 26. Oktober 1576 starb, wurde sein Sohn Ludwig VI. sein Nachfolger und bemühte sich, in der Pfalz das Luthertum gegen die Reformierte Kirche wieder durchzusetzen. Dazu entmachtete er unter anderem reformierte Hochschullehrer und auch Prediger; somit verlor Bouquin sein Amt. Daher ging er nach Lausanne, um an der dortigen Universität im Jahr 1578 Professor und auch Prediger zu werden. Vier Jahre danach verstarb er.

## Werke
- Examen libri, quem D. Til. Heshusius nuper scripsit de praesentia corporis Christi in coena Domini (Basel 1561)
- Exegesis divinae atque humanae koinonías (Heidelberg 1561)
- Adsertio veteris et veri christianismi adversus novum et fictum jesuitismum (Heidelberg 1579)
- Apodeixis antichristianismi, qua christianismum veram religionem, pharisaismum christianismo contrarium, papismum pharisaismo simillimum esse ostenditur (Genf 1583)